# Philip Tarlue
Philip Tarlue (ur. 23 grudnia 1977 w Yekepie) – liberyjski piłkarz występujący na pozycji pomocnika, reprezentant kraju.

## Życiorys
Do 1996 roku występował w Defense Invaders SA, następnie przeszedł do Kispest-Honvéd FC. Pierwszym oficjalnym spotkaniem, w którym zagrał, był finał Pucharu Węgier, przegrany przez Honvéd z BVSC 0:1. 12 września 1996 roku wystąpił w przegranym 1:3 meczu z Nîmes Olympique, rozegranym w ramach Pucharu Zdobywców Pucharów. W NB I zadebiutował 7 września 1996 roku w zremisowanym 1:1 meczu z Debreceni VSC. W sezonie 1996/1997 wystąpił w 23 meczach ligowych, a przez następne półtora roku rozegrał kolejne 15. W Honvédzie występował do końca 1999 roku. 24 stycznia 1999 roku wystąpił w reprezentacji Liberii w wygranym 2:0 meczu w ramach eliminacji do Pucharu Narodów Afryki. Od 2003 roku grał w klubach z Indii: FC Kochin, HAL SC i J&K Bank FC. W latach 2005–2006 był zawodnikiem Persikabo Bogor. W 2011 roku został piłkarzem indonezyjskiego Aceh United.

## Statystyki ligowe
| Sezon         | Klub              | Liga | Mecze | Gole |
| ------------- | ----------------- | ---- | ----- | ---- |
| 1996/1997     | Kispest-Honvéd FC | NB I | 23    | 0    |
| 1997/1998     | Kispest-Honvéd FC | NB I | 4     | 0    |
| 1998/1999 (j) | Kispest-Honvéd FC | NB I | 11    | 0    |